# Prionapteryx albimaculalis
Prionapteryx albimaculalis là một loài bướm đêm trong họ Crambidae.